# Baishishan
Baishishan är en köping i Kina. Den ligger i provinsen Jilin, i den nordöstra delen av landet, omkring 190 kilometer öster om provinshuvudstaden Changchun. Antalet invånare är 56 992.
Runt Baishishan är det ganska tätbefolkat, med 72 invånare per kvadratkilometer. Det finns inga andra samhällen i närheten. I omgivningarna runt Baishishan växer i huvudsak blandskog.
Genomsnittlig årsnederbörd är 1 006 millimeter. Den regnigaste månaden är juli, med i genomsnitt 238 mm nederbörd, och den torraste är januari, med 8 mm nederbörd.